# Rincón Hacienda Vieja
Rincón Hacienda Vieja är en ort i Mexiko.   Den ligger i kommunen San Vicente Lachixío och delstaten Oaxaca, i den sydöstra delen av landet, 400 km sydost om huvudstaden Mexico City. Rincón Hacienda Vieja ligger 1 530 meter över havet och antalet invånare är 362.
Terrängen runt Rincón Hacienda Vieja är huvudsakligen kuperad, men söderut är den bergig. Rincón Hacienda Vieja ligger nere i en dal. Runt Rincón Hacienda Vieja är det glesbefolkat, med 17 invånare per kvadratkilometer. Närmaste större samhälle är Santa María Lachixío, 12,4 km norr om Rincón Hacienda Vieja. I omgivningarna runt Rincón Hacienda Vieja växer huvudsakligen savannskog.